# Inhaúma
Inhaúma är en kommun i Brasilien.   Den ligger i delstaten Minas Gerais, i den sydöstra delen av landet, 600 km sydost om huvudstaden Brasília. Antalet invånare är 5 781.
Omgivningarna runt Inhaúma är huvudsakligen savann. Runt Inhaúma är det ganska glesbefolkat, med 21 invånare per kvadratkilometer.